# Verwaltungsgebäude der Mannheimer Lebensversicherung

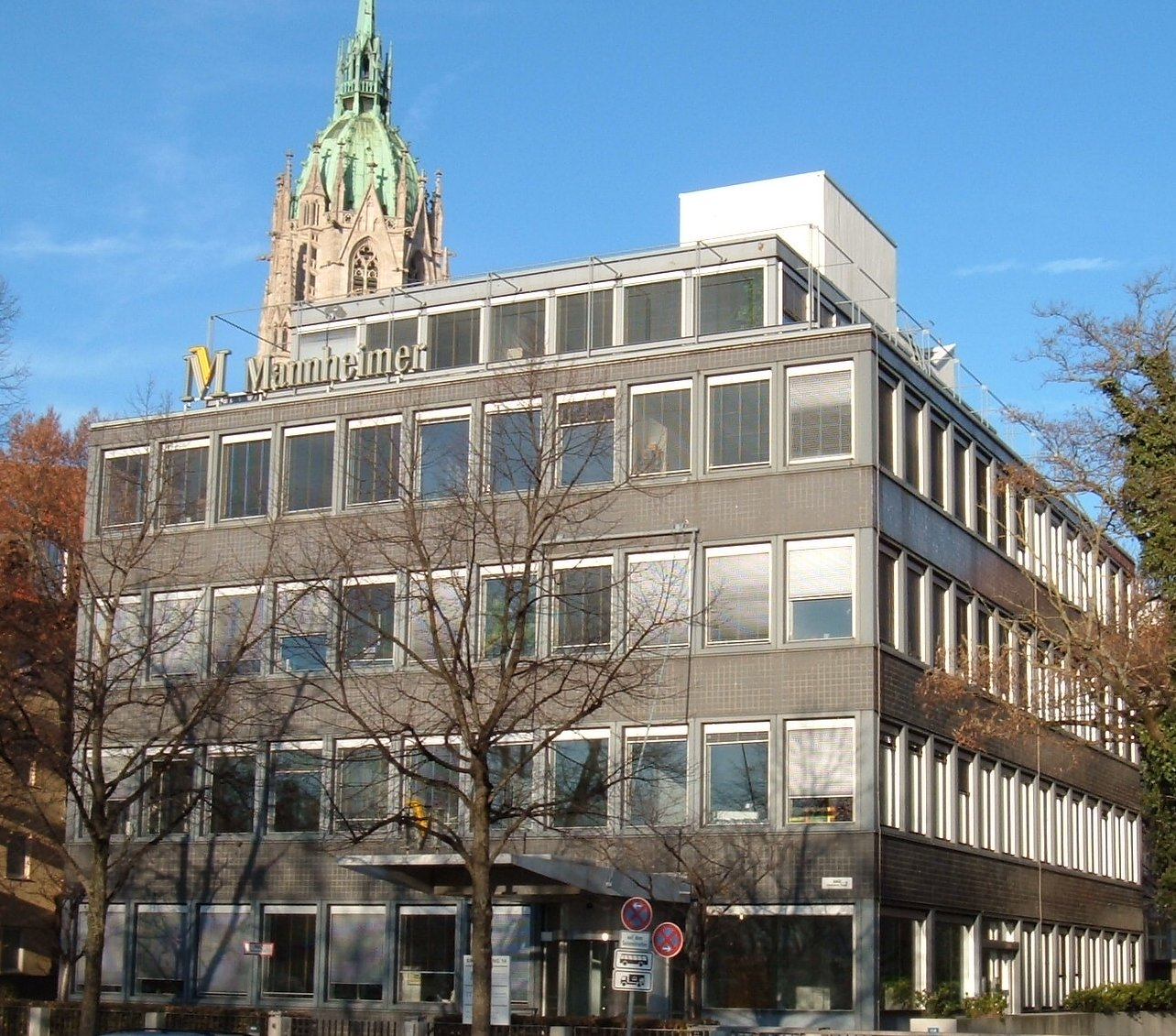
Verwaltungsgebäude der Mannheimer Lebensversicherung

Das Verwaltungsgebäude der Mannheimer Lebensversicherung ist ein modernes Bürogebäude im Münchener Stadtteil Ludwigsvorstadt. Es wurde in den Jahren 1963 bis 1967 nach Entwürfen des Architekten Egon Eiermann geschaffen.
Für ihr Verwaltungsgebäude hatte die Mannheimer Lebensversicherung ein Grundstück am Bavariaring erworben. Die darauf stehende Stadtvilla, die Emanuel von Seidl Ende des 19. Jahrhunderts für den Mediziner und Universitätsprofessor Hermann von Tappeiner gebaut hatte, wurde 1963 wegen der im Zweiten Weltkrieg erlittenen Bauschäden abgetragen.
An deren Stelle schuf Eiermann einen modernen Stahlbetonbau. Die unteren vier Geschosse bilden einen langgestreckten Kubus, das Dachgeschoss ist leicht zurückgesetzt. Die Fassade des Baus wird durch einheitlich angeordnete Fensterfronten gegliedert. Verkleidet ist sie mit schwarzen Steinplatten.

## Denkmalschutz
Das Verwaltungsgebäude der Mannheimer Lebensversicherung steht unter Denkmalschutz und ist unter dem Aktenzeichen D-1-62-000-7919 in der Denkmalliste des Bayerischen Landesamtes für Denkmalpflege erfasst.